# Pergidae
Die Pergidae sind eine Familie der Pflanzenwespen. Die formenreiche Familie wird in 14 Unterfamilien geteilt und umfasst etwa 440 Arten. Pergidae leben in Südamerika und Australien, eine Gattung auch in Nordamerika.

## Merkmale
Die Pergidae sind morphologisch sehr vielgestaltig. Während die meisten anderen Pflanzenwespen-Familien gut über den Bau der Fühler charakterisierbar sind, sind diese bei den Pergidae teils fadenförmig, teils mit großem gekeulten Endglied, teils mit zahnförmig erweiterten („gekämmten“) oder lamellenförmig erweiterten („gesägten“) Geißelgliedern, sie können zwischen vier und 29 Segmente umfassen. Am besten erkennbar sind Mitglieder der Familie an charakteristischen Reduktionen im Flügelgeäder. So ist die Radialzelle im Vorderflügel immer ungeteilt (ohne Querader), Analzellen fehlen, oder es ist selten eine sehr kleine vorhanden. Im Hinterflügel existieren weder Medial- noch Analzellen. Nur in dieser Familie gibt es unter den Pflanzenwespen aber auch einige flügellose oder kurzflügelige (brachyptere) Arten.

## Larven
Die Larven der meisten Arten sind frei auf Pflanzen lebend und weisen die typische Afterraupen-Gestalt der Blattwespenlarven mit sklerotisierter, runder Kopfkapsel mit einlinsigem Larvenauge, langgestreckter, raupenförmiger Gestalt mit drei Thorakalbeinpaaren und einer unterschiedlichen Anzahl von Scheinfußpaaren am Abdomen auf. Wenige Arten minieren in Stängeln (Enjijus) oder Blättern (Corynophilus, Phylacteophaga) und weisen die für diese Lebensweise typischen Rückbildungen auf. Die freilebenden Larven sind oft gelblich oder grün gefärbt, vielfach aber mit auffälligen Warnfarben versehen. Sie sind meist etwas abgeflacht mit breiter Bauchseite und weisen oft lappenförmige Auswüchse an den Körperseiten, manchmal auch fadenförmige Dorsalanhänge auf. Einige Arten sind, ungewöhnlich bei Pflanzenwespen, auffallend lang behaart. Die Larven der australischen Unterfamilie Perginae, die an Eucalyptus und anderen Myrtengewächsen fressen, haben in charakteristischer Weise umgestaltete Mundwerkzeuge. Sie tragen innen an den Mandibeln einen lappen- oder pinselförmigen Auswuchs, mit denen sie die giftigen, viele sekundäre Pflanzenstoffe enthaltenden Öle von der nahrhaften Blattsubstanz beim Fressen abtrennen können. Viele blattbewohnende Larven heben bei Bedrohung ihr Abdomen an, so dass sich eine charakteristische u-förmige Schreckstellung ergibt. In dieser Stellung werden giftige oder abschreckende Substanzen präsentiert, um Fraßfeinde zu vertreiben. Die Larven der meisten Arten enthalten Toxine, entweder von der Futterpflanze aufgenommene sekundäre Pflanzenstoffe oder auch selbst synthetisierte Peptide.

## Lebensweise

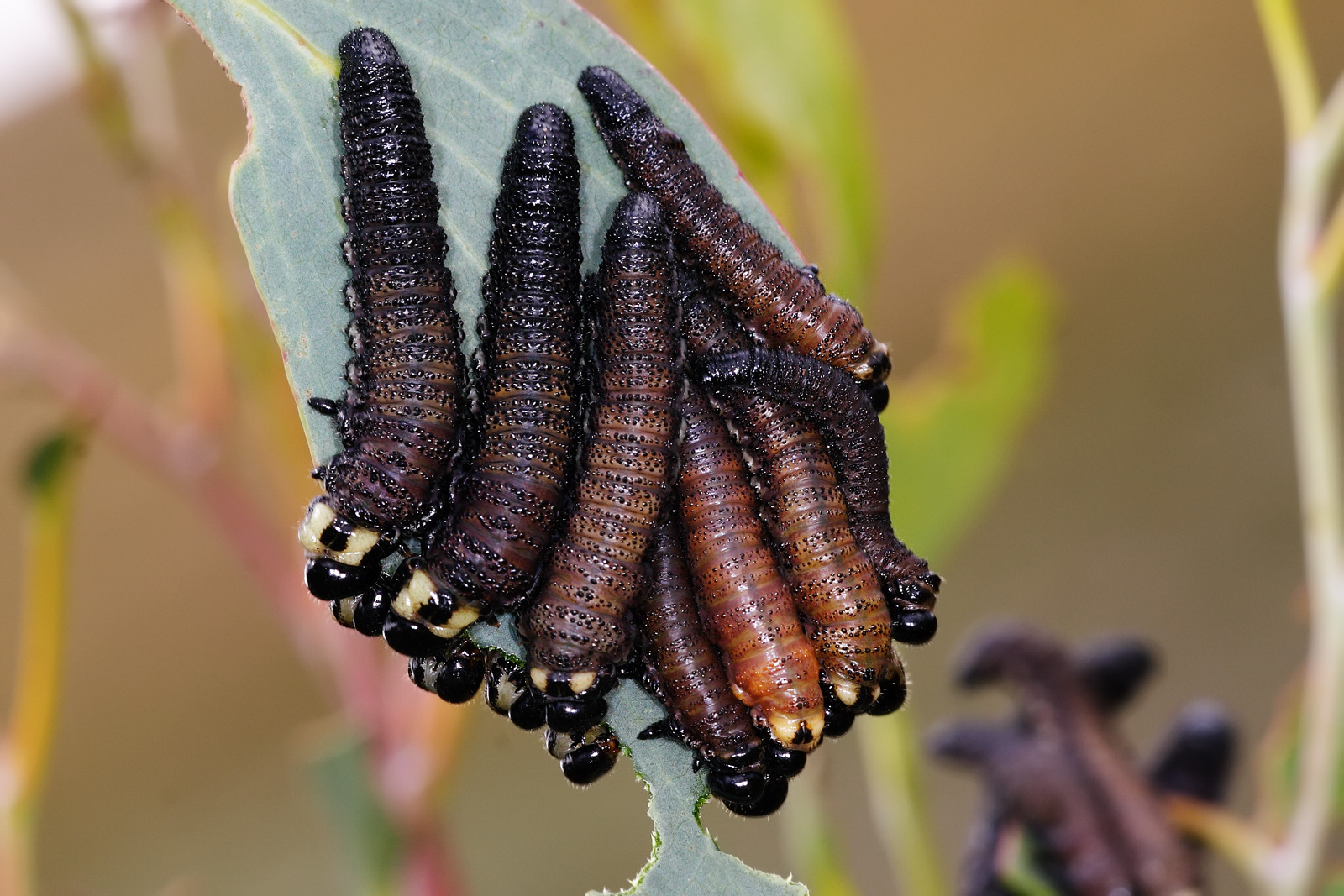
Larven auf einem Eukalyptus-Blatt

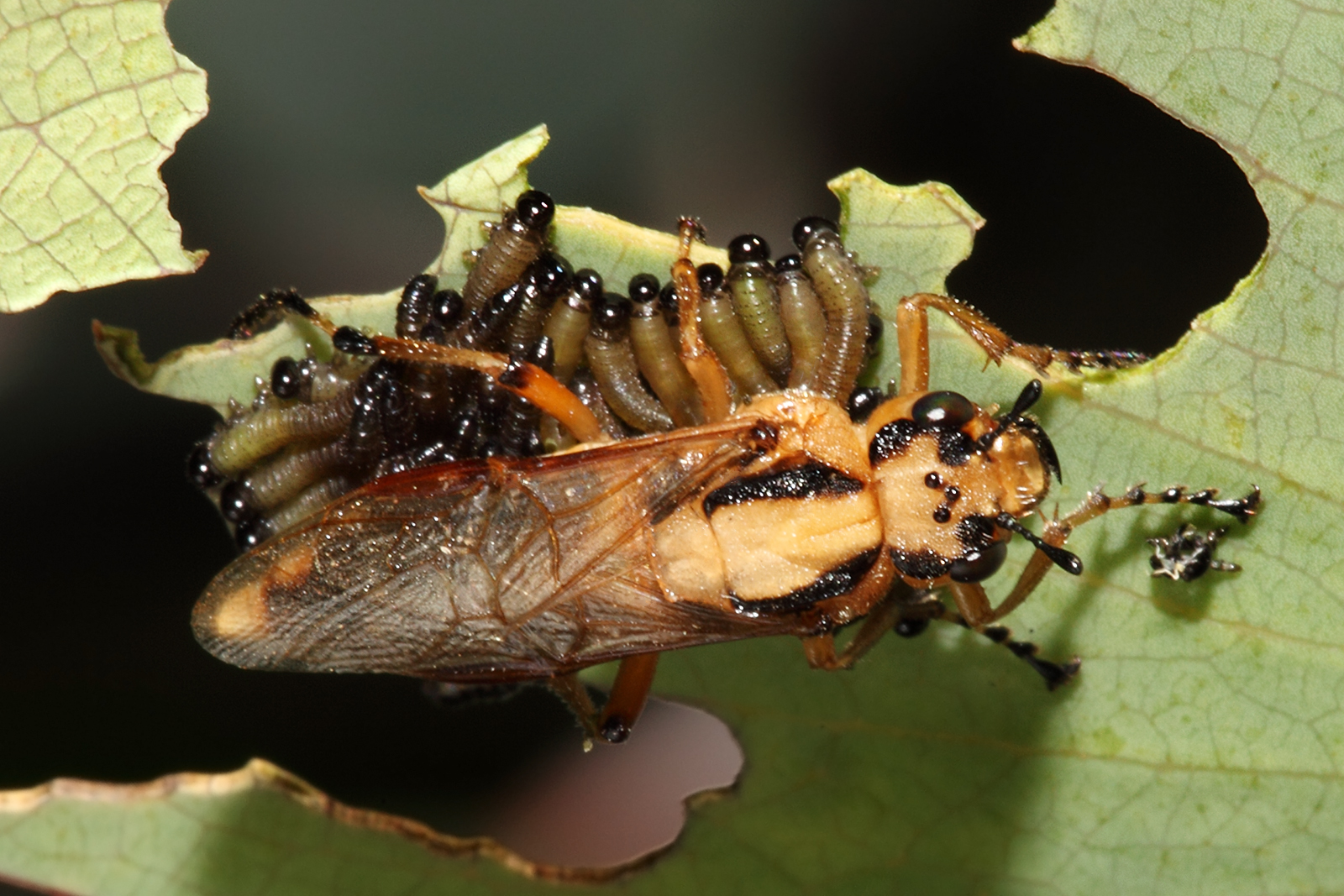
Larven und sie beschützendes Muttertier, Gattung Pseudoperga (Perginae)

Die meisten Arten fressen an Blättern einer Vielzahl unterschiedlicher Pflanzenarten. Unter den australischen Arten sind besonders viele Arten auf Bäume der endemischen Gattung Eucalyptus spezialisiert. Die nordamerikanischen Acordulecera-Arten fressen an den Blättern verschiedener Laubbäume. Bei den meisten tropischen Arten, besonders aus Südamerika, ist die Nährpflanze und die Lebensweise unbekannt. Ungewöhnlich unter den Pflanzenwespen ist, dass einige Arten auf abgestorbene Blattstreu am Waldboden oder auf Pilze spezialisiert sind. Bei den blattbewohnenden Arten legt das Weibchen mit seinem Legebohrer die Eier meist in Reihen unter der Epidermis nahe der Mittelrippe, seltener auch am Blattrand, der Futterpflanze ab. Bei einigen Arten bewachen die Weibchen das Gelege gegen Parasitoide. Die schlüpfenden Larven fressen je nach Art einzeln oder in größeren Vergesellschaftungen. Die Verpuppung der ausgewachsenen Larven erfolgt in der Regel in einem Gespinst im Boden oder innerhalb der Blattstreu. Manche auf Eucalyptus fressende Larven ziehen dazu von den Bäumen in großen Heerzügen gleichzeitig am Stamm herunter zu Boden.

## Ökonomische Bedeutung
Eine Reihe von Arten gelten als Schädlinge, vor allem durch Kahlfraß von Waldbäumen. Eine ganze Reihe von Arten schädigen verschiedene Eucalyptus-Arten. Die chilenische Art Cerospastus volupis verursacht Kahlfraß auf Südbuchen (Nothofagus). Ein weiteres Problem in Südamerika sind Vergiftungen von Vieh durch versehentlich mitgefressene, giftige Larven.
Einige Arten werden zum Einsatz in der biologischen Schädlingsbekämpfung, meist gegen eingeschleppte Pflanzenarten, getestet. Die Art Lophyrotoma zonalis wird in Florida im Einsatz gegen die als Zierpflanze eingeführte und sich bedrohlich ausbreitende Myrtenheide erwogen. Ein Einsatz wurde aber bisher nicht genehmigt, weil es Sorgen wegen der Giftigkeit der Larven gibt.

## Verbreitung
Die Arten der Familie leben fast ausschließlich in Australien und in Südamerika, von tropischen bis in kühl gemäßigte Breiten. Ein solches Verbreitungsbild wird meist mit einer Entstehung auf dem ehemaligen Südkontinent Gondwana in Verbindung gebracht, bei dessen Auseinanderbrechen die Familie auf die heutigen Kontinente aufgespalten wurde. Im Gegensatz zu einigen anderen Familien mit entsprechender Verbreitung fehlen die Pergidae in Südafrika. Die Familie hat sich mit einer einzigen Gattung, Acordulecera, nach Nordamerika, nördlich bis nach Kanada, ausgebreitet, dies ist auch die einzige Gattung auf den karibischen Inseln. In der australasischen Region kommen sie neben Australien und Tasmanien auf Neuguinea, mit zwei Arten sogar bis Indonesien, vor. Sie fehlen in Neuseeland und in Neukaledonien (heute eine eingeschleppte Art).

## Systematik
Die Pergidae gehören in die Überfamilie der Blattwespenartigen. Ihre Schwestergruppe ist mit hoher Wahrscheinlichkeit die Familie der Bürstenhornblattwespen (Argidae). Die formenreiche Familie umfasst nach A. Taeger et al. (2019) fie folgenden vierzehn Unterfamilien, die entweder in Australasien oder in Amerika leben:
- Acordulecerinae
- Conocoxinae
- Euryinae
- Loboceratinae
- Parasyzygoniinae
- Perginae
- Pergulinae
- Perreyiinae
- Philomastiginae
- Phylacteophaginae
- Pterygophorinae
- Pteryperginae
- Styracotechyinae
- Syzygoniinae